# Chuck (album)
Chuck – album wydany przez grupę Sum 41 w dniu 12 października 2004.

## Lista utworów
1. „Intro” – 0:46
2. „No Reason” – 3:04
3. „We’re All to Blame” – 3:38
4. „Angels with Dirty Faces” – 2:23
5. „Some Say” – 3:26
6. „The Bitter End” – 2:51
7. „Open Your Eyes” – 2:45
8. „Slipping Away” – 2:29
9. „I’m Not the One” – 3:34
10. „Welcome to Hell” – 1:56
11. „Pieces” – 3:02
12. „There’s No Solution” – 3:18
13. „88” – 4:40

## Bonus
1. „Noots” – 3:51
2. „Moron” – 2:00
3. „Subject to Change” – 3:17

## Single
- We’re All to Blame, październik 2004
- Pieces, styczeń 2005
- Some Say, czerwiec 2005
- No Reason, czerwiec 2005